# Plestiodon callicephalus
Plestiodon callicephalus е вид влечуго от семейство Сцинкови (Scincidae).

## Разпространение
Видът е разпространен в Мексико и САЩ.